# Jean-Yves Raimbaud
Jean-Yves Raimbaud (Évreux, 21 gennaio 1958 – Parigi, 28 giugno 1998) è stato un disegnatore francese, noto per aver creato le famose serie Oggy e i maledetti scarafaggi e Space Goofs - Vicini, troppo vicini!.

## Carriera
All'età di 14 anni, abbandona gli studi per dedicarsi alla pittura. Nel 1975 entra a far parte del mondo dell'animazione incontrando diversi registi. Proseguendo la sua carriera a Parigi contribuirà a diverse serie animate. Nel 1986 fonda l'azienda Jingle, anche se poi essa va in bancarotta nel 1993. Oggi, invece è tuttora conosciuto per il suo lavoro alla Gaumont e alla Xilam dove crea la serie Space Goofs - Vicini, troppo vicini! insieme a Philippe Traversat mentre nel 1998 realizza il suo più grande successo: Oggy e i Maledetti scarafaggi, dove crea il protagonista Oggy perseguitato dagli scarafaggi Joey, Dee Dee e Marky. Scompare nel 1998 a Parigi mentre combatteva contro un cancro ai polmoni che lo affliggeva sin dai primi anni '90.